# لودفيك جيرزي كيرن
لودفيك جيرزي كيرن (بالألمانية: Ludwik Jerzy Kern) (و. 1920 – 2010 م) هو مؤلف، ومترجم، وكاتب للأطفال، وصحفي، وكاتب، وشاعر بولندي، ولد في وودج، توفي في كراكوف، عن عمر يناهز 90 عاماً.

## جوائز
حصل على جوائز منها:
- نيشان الفنون والآداب من رتبة قائد (17 يناير 2013)[2]
- جائزة المنافسة العامة  [لغات أخرى]‏ (1946)

## روابط خارجية
- لودفيك جيرزي كيرن على موقع IMDb (الإنجليزية)
- لودفيك جيرزي كيرن على موقع ميوزك برينز (الإنجليزية)